# Mars Mushrooms
Mars Mushrooms ist der Name einer Jamband aus Bayern. Die musikalischen Wurzeln der Gruppe liegen in der amerikanischen Jambandszene bei Bands wie Grateful Dead, Phish oder Widespread Panic.
Die Mars Mushrooms haben deutschlandweit und in der Schweiz Auftritte, sie waren u. a. auch auf dem Nürnberger Bardentreffen und dem Burg-Herzberg-Festival zu hören. Die Platten der Bands finden auch in den USA und in Japan Absatz.
Ende 2007/Anfang 2008 war die Band auf einer zweiwöchigen Tournee in Japan unterwegs. Dabei spielte sie u. a. in Kawasaki, Tokio, Kyōto, Ōsaka und Nagoya.
Seit 2022 veranstaltet die Band das Jamkraut-Festival im mittelfränkischen Adelmannsdorf bei Wolframs-Eschenbach.
2024 ist die Band einer der drei Preisträger des Musikpreises "Pop Preis! Rot Weiß" des Bezirks Mittelfranken und wird dabei neben ihrem musikalischen Schaffen unter anderem für die besondere Atmosphäre und Familienfreundlichkeit des Jamkraut-Festivals ausgezeichnet.
Am 29. Januar kündigte die Band ihr neues 2025er Studio-Album Funerals and Carnivals an und veröffentlichte die erste Video-Single des Albums Cabin.

## Diskografie

### Studio-Alben
- 1999: the garlic session (MC)
- 2000: mars à morgana (EP)
- 2001: dive [daiv] (CD)
- 2002: beyond 2001 (EP)
- 2005: Transparent Eyeball (CD)
- 2021: "MILK" (Vinyl & Digital-Veröffentlichung)
- 2025: Funerals and Carnivals (Vinyl, CD & Digital-Veröffentlichung) (geplantes VÖ-Datum: 16. Mai 2025)

### Live-Alben
- 2003: Throwdown Live 2002 (Live-CD)
- 2008: Live in Japan (Live-CD)
- 2010: Live aus der Schweiz (Live-CD)
- 2018: Astro'n'out (Live-CD)
- 2024: live at herzberg 2023 (Digital-Veröffentlichung)[5]

### Video-Singles
- 2025: Cabin (Video-Single)
- 2025: Clap your hands (and worship Satan) (Video-Single)
- 2025: Soil (Video-Single)